# Julius Wieting

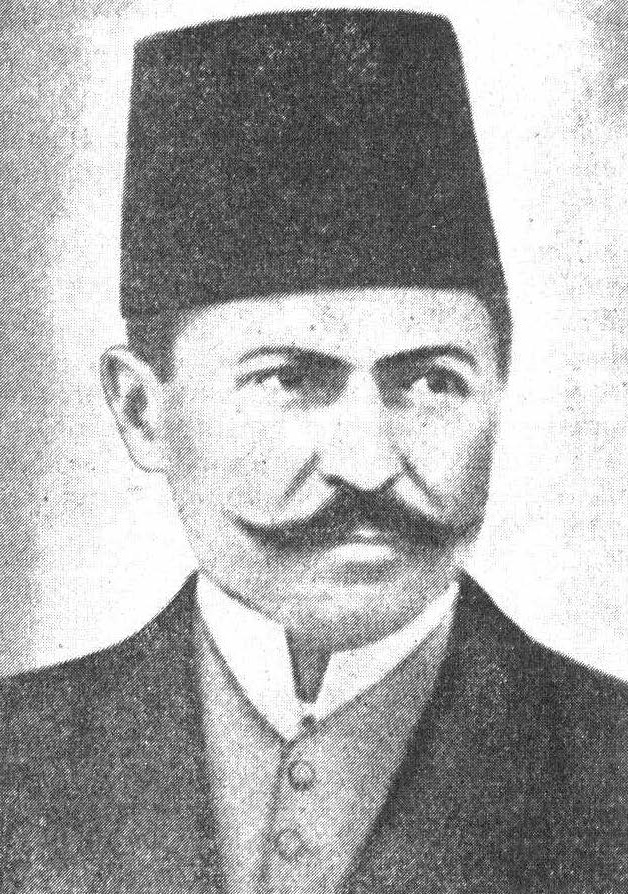
Julius Wieting Pascha

Julius Menno Wieting Pascha (* 13. Januar 1868 in Geestemünde; † 28. März 1922 in Bremerhaven) war ein deutscher Chirurg und Sanitätsoffizier. Sein jüngster Bruder war der spätere Vizeadmiral Franz Wieting.

## Leben
Als Sohn des Reeders Julius Bernhard Hermann Wieting (4. Juni 1835 – 30. Januar 1895) besuchte Wieting das Gymnasium in Oldenburg (Oldenburg). Nach dem Abitur begann er an der Philipps-Universität Marburg Medizin zu studieren. Ostern 1887 wurde er im Corps Hasso-Nassovia aktiv. Als Inaktiver wechselte er an die Ludwig-Maximilians-Universität München. Nachdem er 1891 das Staatsexamen gemacht hatte, wurde er 1893 in Marburg zum Dr. med. promoviert. Als Assistenzarzt durchlief er die chirurgische Ausbildung in Hannover, Mainz und Kassel. Als Stabsarzt der  Reserve war er Assistent im Städtischen Krankenhaus von Bremerhaven, in der Frauenklinik des Universitätsklinikums Bonn und in der Chirurgie des Neuen AK Eppendorf. Mit dem Deutschen Roten Kreuz zog er 1900 in den Zweiten Burenkrieg. Danach ernannte ihn die Krone Preußen zum Professor. 1902 heiratete er die Siebenbürgerin Marie Auguste Markus (1880–1922) aus Schäßburg.

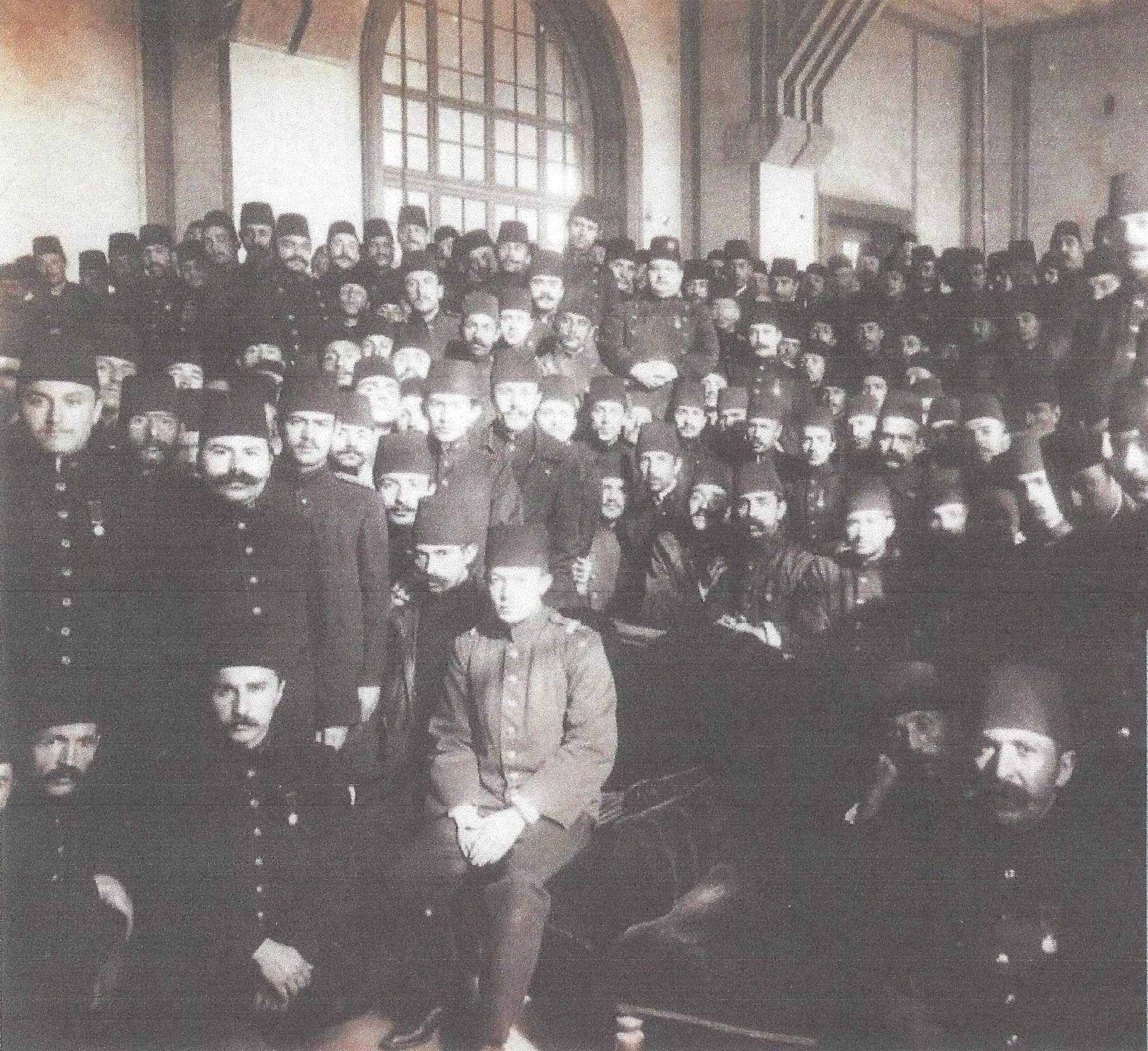
Gülhane-Abend

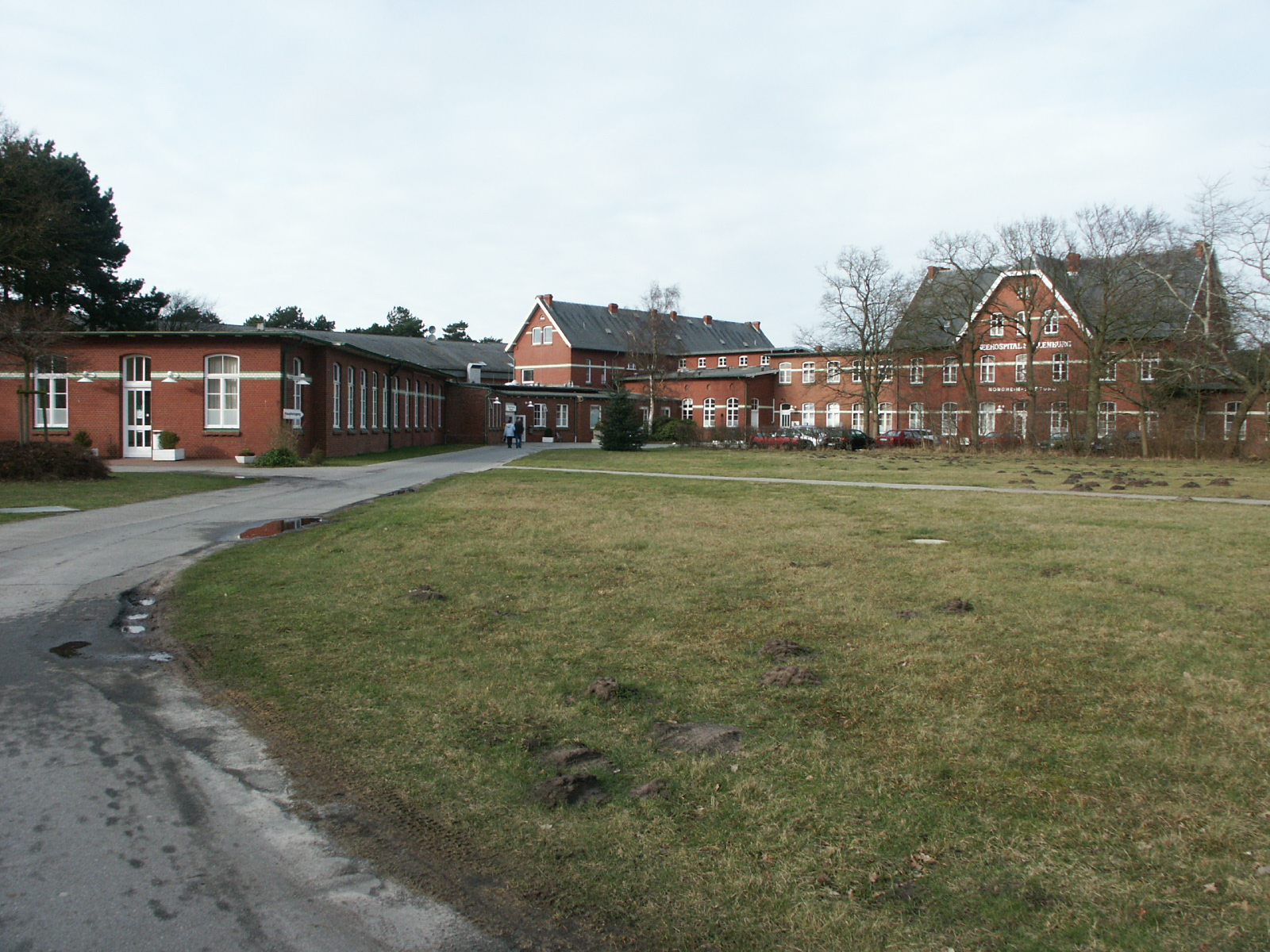
Seehospital Sahlenburg

Im selben Jahr wurde er von der Regierung des Osmanischen Reichs nach Konstantinopel berufen. Dort lehrte er Chirurgie und Orthopädie an der Militärmedizinischen Akademie Gülhane, die Robert Rieder gegründet hatte. Er publizierte ein gefäßchirurgisches Verfahren zur Behandlung der atherosklerotischen Gangrän, das nach ihm benannt wurde. Er folgte 1908 Georg Deycke als Ärztlicher Direktor und führte die Medizinischen Gülhane-Abende ein. Zugleich war er Kaiserlicher deutscher Botschaftsarzt. Als Berater des Chefs des türkischen Sanitätswesens nahm er 1912/13 am Ersten Balkankrieg teil. 1914 zog er auf türkischer Seite in den Ersten Weltkrieg, zuletzt als türkischer Sanitäts-Generalmajor. Wie die beiden corpsstudentischen Vorgänger Rieder und Deycke erhielt er den Ehrentitel Pascha.

„Nicht darauf kommt es für die Türkei an zu warten, ob Franzosen oder Engländer oder Deutsche den Segen bringen: die Fremden können nur die Lehrmeister sein, und wenn es auch von größtem Werte ist, stets die besten Lehrmeister zu haben, so fällt doch die eigentliche Arbeit den Türken selber zu.“

Von 1915 bis 1918 diente Wieting Pascha als Oberstabsarzt im Deutschen Heer. 1919 wurde er Leitender Arzt des Hamburgischen Seehospitals der Nordheimstiftung in Sahlenburg. Er starb mit 55 Jahren.

## Werke
- mit A. Flockemann und T. Ringel: Kriegserfahrungen der zweiten deutschen (hamburgischen) Ambulanz der Vereine vom Rothen Kreuz aus dem südafrikanischen Kriege. Leipzig 1901.
- mit Otto Hildebrand und Wilhelm Scholz: Sammlung von stereoskopischen Röntgenbildern aus dem Neuen Allgemeinen Krankenhaus Hamburg-Eppendorf. Wiesbaden 1901–1903.
- Erinnerungen aus dem südafrikanischen Kriege. Bremerhaven 1903.
- Gülhane-Festschrift, zum 10jährigen Bestehen des Kaiserlich-Osmanischen Lehrkrankenhauses Gülhane. Leipzig 1909.
- mit Otto Hildebrand und Wilhelm Scholz: Das Arteriensystem des Menschen im stereoskopischen Röntgenbild. Wiesbaden 1911.
- Leitsätze der Kriegschirurgie. Leipzig 1914.
- mit Hans Vollbrecht: Kriegsärztliche Erfahrungen. Berlin 1914.
- Leitsätze der funktionellen Nachbehandlung kriegschirurgischer Schäden. Leipzig 1915.
- Über Bauchschüsse und organisatorische Massnahmen. Leipzig 1916.